# Joachim Hahn
Pour les articles homonymes, voir Hahn.
Joachim Hahn, né le 12 avril 1942 à Chemnitz et mort le 27 avril 1997 à Essen, est un archéologue et préhistorien allemand spécialiste de la période du Paléolithique inférieur. Il a notamment effectué des travaux de recherches archéologiques sur la culture aurignacienne et gravettienne dans le Jura souabe et le Haut-Danube, en Allemagne,.

## Biographie et parcours

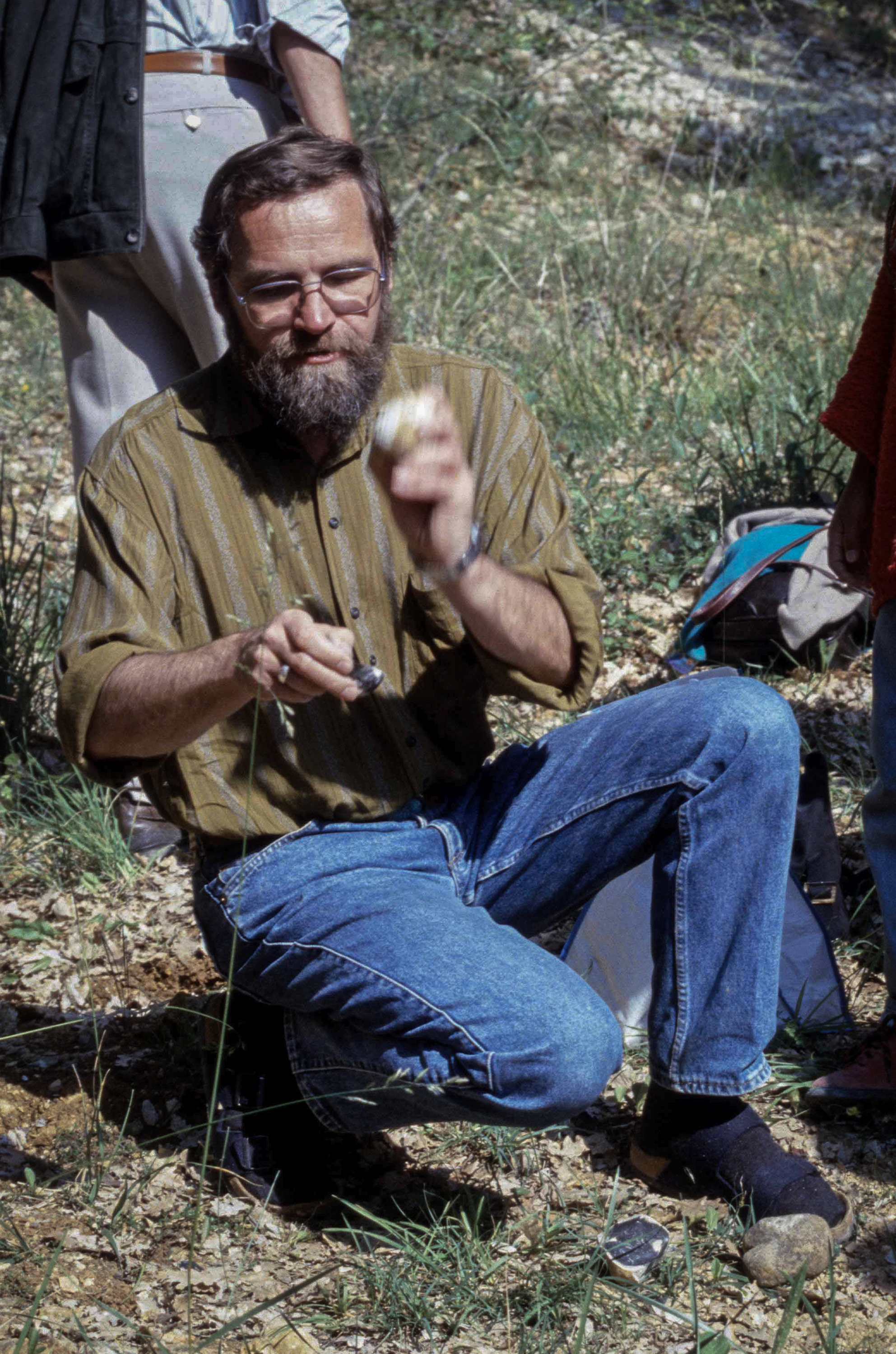
Joachim Hahn lors d'une excursion sur le chantier de fouilles de la grotte de Rouffignac (Dordogne).

Joachim Hahn, surnommé « Kim » dans le milieu de la recherche archéologique et préhistorique, poursuit ses études supérieures en 1962 à l'Université de Cologne. Il se spécialise ensuite à l'Université de Tübingen sous la direction du préhistorien allemand et fouilleur de la grotte de Vogelherd — un site du Jura souabe, dans le land de Bade-Wurtemberg — Gustav Riek, puis à celle de Bordeaux sous la direction du préhistorien français François Bordes,.
En 1969, il obtient son doctorat, puis est nommé au poste de collaborateur scientifique à l'université de Cologne.
En 1977, il publie un ouvrage, soutenance de sa thèse de 1969, intitulé Aurignacien. Das ältere Jungpaläolithikum in Mittel- und Osteuropa, un compte rendu qui met en perspective les études sur la culture paléolithique de l'Aurignacien en Europe centrale et orientale.
En 1985, Hahn devient professeur de préhistoire et d'histoire ancienne à l'université de Tübingen. Il est promu professeur dans cette même institution en 1988.
Ultérieurement il donne des conférences pour l'Université du Michigan (Ann Arbor), celle de Binghamton (état de New York), celle de Paris et celle de Zurich.
Dans le cadre de ses recherches, il a entrepris des excursions archéologiques sur des sites paléolithiques du sud-ouest de la France, dont les chantiers de fouilles de la grotte de Lascaux, de la grotte de Rouffignac et du Moustier.
Hahn a également participé à l'aménagement du musée de Préhistoire de Blaubeuren.

## Travaux
Hahn a fouillé la grotte de Geißenklösterle à partir de 1977. Il y découvre un demi-relief de culture archéologique aurignacienne et façonné dans de l'ivoire de mammouth. Les explorations de la caverne l'amène à retrouver des flûtes paléolithiques dont une fabriquée dans un radius de Cygnus cygnus. Il opère des investigations sur le site archéologique jusqu'en 1991,,,,.
Durant la même période, Hahn entreprend des fouilles dans la grotte d'Hohle Fels,,.
Dans le cadre de ses recherches sur l'Aurignacien dans le Jura souabe, Hahn a procédé aux inventaires des mobiliers recueillis au sein des grottes d'Holenstein-Stadel et de Vogelherd ainsi qu'à leurs profils stratigraphique et typologique,,,.
Dans les années 1970, le paléo-préhistorien a également mené des recherches sur un site paléolithique localisé à Lommersum (de), dans le Land Rhénanie-du-Nord-Westphalie, et sur un site magdalénien localisé dans la ville d'Andernach, en Rhénanie-Palatinat,.
Ses travaux de recherches sur l'industrie lithique et osseuse l'ont également conduit à entreprendre des explorations et des fouilles au Canada, sur le site dorsetien d'Umingmaktok, au-delà du cercle arctique,,,, ainsi que dans la région est du Sahara, sur le site néolithique de Djebel-Kamil, au sud-ouest de l'Égypte,.

## Publications
Cette liste, non exhaustive, a pour objectif de récapituler les principales publications de Joachim Hahn :
- (de) avec Hansjürgen Müller-Beck et Wolfgang Taute, « Eiszeithöhlen im Lonetal. Archäologie einer Landschaft auf der Schwäb Alb », dans Müller et Gräff, Führer zu vor- und frühgeschichtlichen Denkmälern in Baden-Württemberg, vol. 3, Stuttgart, 1973 ;
- (de) « Aurignacien. Das ältere Jungpaläolithikum in Mittel- und Osteuropa », dans Reihe A., Fundamenta, vol. 9, Böhlau, Köln et Wien, 1977 (ISBN 3-412-04376-1) ;
- (de) « Archäologie des Jungpaläolithikums », dans Müller-Beck, Der Speckberg bei Meilenhofen, vol. 2 - Kataloge der Prähistorischen Staatssammlung, Nr. 20, Lassleben, Kallmünz, 1982 (ISBN 3-7847-5120-2)
- (de) Kraft und Aggression. Die Botschaft der Eiszeitkunst im Aurignacien Süddeutschlands?, vol. 7, Tübingen, Archaeologica Venatoria, 1986 ;
- (de) avec contr. de Helmut Gollnisch, Die Geißenklösterle-Höhle im Achtal bei Blaubeuren I. : Fundhorizontbildung und Besiedlung im Mittelpaläolithikum und im Aurignacien, Stuttgart, K. Theiss, 1988, 262 p. (ISBN 3-8062-0794-1)
- (de) Erkennen und Bestimmen von Stein- und Knochenartefakten. Einführung in die Artefaktmorphologie., vol. 10, Tübingen, Archaeologica Venatoria, 1991 ;
- (de) Eiszeitschmuck auf der Schwäbischen Alb., Ulm, 1992.

## Hommages
Un gymnasium (établissement d'enseignement secondaire), situé à Blaubeuren, et fondé en 1968, porte son nom depuis juillet 2006,.

## Pour approfondir